# Matthias Rudolph
Matthias „Rudi“ Rudolph (* 6. September 1982 in Belzig, DDR) ist ein deutscher Fußballtrainer und ehemaliger Fußballspieler.

## Karriere

### Spieler
Matthias Rudolph wurde in Belzig geboren und wuchs in Niemegk auf, wo er beim FSV Grün-Weiß mit dem Fußballspielen begann. In der C-Jugend ging er zum FC Stahl Brandenburg und zwei Klassen höher zum SV Babelsberg 03. Dort durfte er als 18-Jähriger erstmals in der ersten Mannschaft in der Regionalliga spielen.
Am Ende der Saison 2001 stieg die Mannschaft in die 2. Bundesliga auf. Da Rudolph aber zuerst noch in der A-Jugend-Mannschaft spielte und danach einen neunmonatigen Grundwehrdienst absolvierte, blieb es in diesem und dem nächsten Jahr bei dem einen Einsatz in der ersten und ansonsten nur Einsätzen in der Verbandsligamannschaft. Erst in der Saison 2002/03, als Babelsbergs Erste bereits wieder abgestiegen war, war er ab dem 26. Spieltag Einwechsel- und ab dem 28. Spieltag Stammspieler des Teams. Allerdings stand da schon fest, dass sich der Verein finanziell übernommen hatte. Er musste Insolvenz anmelden und stieg zwangsweise ab.
Im Jahr darauf suchte der Brandenburger eine neue Herausforderung und wechselte zum Oberligaverein Hessen Kassel. Der Vorjahreszweite wollte einen erneuten Anlauf auf den Aufstieg nehmen, wurde 2004 aber erneut nur Zweiter. Das Jahr darauf verlief enttäuschend und Kassel spielte in den unteren Tabellenregionen, weshalb Rudolph nach Auslaufen seines Vertrags zur Saison 2005/06 innerhalb der Liga zum KSV Baunatal wechselte. Obwohl er wie zuvor in Kassel Stammspieler gewesen war, verließ er den Verein nach einem Jahr wieder und ging in seine Heimat zum SV Babelsberg zurück.
Das Jahr seiner Rückkehr fiel mit dem Wiederaufstieg in die dritthöchste Spielklasse zusammen. In diesem und den folgenden drei Jahren wurde „Rudi“, der ursprünglich einmal als Stürmer bzw. Linksaußen begonnen hatte, zu einer festen Größe auf der linken Abwehrseite und konnte sich immer wieder gegen Neuzugänge behaupten. Mit Ausnahme der Hinrunde der Saison 2008/09 hielt er seine Position als Stammspieler; das Jahr lief aber insgesamt nicht gut, Babelsberg verpasste die Qualifikation für die neue 3. Liga. In der Saison darauf schaffte der SVB als Meister dann doch den Aufstieg, Rudolph kam dabei wieder auf 30 Einsätze.
Das Erreichen der dritthöchsten Spielklasse bedeutete für ihn die zweite Chance im Profifußball. Am 1. Spieltag der Saison 2010/11 kam er als Einwechselspieler in die Partie. Allerdings waren danach seine Einsätze selten und vor der Winterpause zwang ihn ein Mittelfußbruch zu einer längeren Pause. Im Saisonendspurt kehrte er jedoch wieder als Stammspieler zurück und konnte mit dem Verein den Klassenerhalt sichern. Im Jahre 2013 beendete er seine Karriere.

### Trainer
Matthias Rudolph, der seit seiner Zeit in Kassel nebenher noch Lehramt Sport und Geografie studierte, trainierte anschließend noch die B-Jugend des SV Babelsberg 03. Im Sommer 2015 wurde Rudolph Co-Trainer des Frauen-Bundesligisten 1. FFC Turbine Potsdam und übernahm mit Ende der Saison 2015/16 den Chef-Trainerstuhl des Potsdamer Trainer-Urgestein Bernd Schröder, den er anschließend bis Juni 2020 innehatte.

## Persönliches
Rudolph arbeitet neben seiner Trainerkarriere aktuell als Lehrer am Humboldt-Gymnasium in Potsdam.

## Erfolge
- Aufstieg in die 2. Bundesliga 2001 mit dem SV Babelsberg
- Aufstieg in die Regionalliga Nord 2007 mit dem SV Babelsberg
- Aufstieg in die 3. Liga 2010 mit dem SV Babelsberg